# Rollschuh-Fieber
Rollschuh-Fieber (Originaltitel: The Fireball) ist ein US-amerikanisches Filmdrama aus dem Jahr 1950 von Tay Garnett mit Mickey Rooney in der Hauptrolle. Der Film wurde von Thor Productions produziert.

## Handlung
Heimleiter Pater O’Hara macht sich Sorgen um seinen Schützling Johnny Casar, der von den anderen Jungen wegen seiner Körperfülle und Unsportlichkeit gehänselt wird. Johnny reißt aus und findet ein paar Rollerskates. Der Café-Inhaber Bruno Crystal freundet sich mit dem Jungen an.
Am nächsten Morgen wird Johnny von Polizisten gesichtet, die Pater O’Hara benachrichtigen. Der Pater unterhält sich mit Crystal und findet Johnnys Ausreißen mutig. Auf O’Haras Bitte hin bietet Crystal Johnny Arbeit und einen Platz zum Schlafen an.
Johnny sucht die örtliche Rollschuhbahn auf und trifft dort auf den Trainer Mack Miller. Miller ist Meister im Rollschuhlaufen und quält Johnny mit seinen Sticheleien. Mary Reeves, eine weitere Trainerin, ermutigt Johnny, an den kommenden Rennen teilzunehmen. Johnny beginnt morgens zu trainieren um danach bei Crystal zu arbeiten. Pater O’Hara und Crystal werden Zeuge von Johnnys erstem Sieg, den er durch Millers Hilfe erringen kann. Im nächsten Rennen verliert er, begeistert aber die Zuschauer mit seinem Kampfgeist.
Mary stellt Johnny dem Teammanager Jeff Davis vor. Dessen Roller-Derby-Mannschaft, die Bears, geht auf eine achtmonatige Tournee. Johnny folgt der Mannschaft und kann in den ersten drei Rennen Miller das Leben schwer machen, so dass der sich bei Davis beschwert, damit Johnny rausgeworfen wird. Da das Publikum Johnnys Ausgelassenheit liebt, lehnt Davis Millers Ansinnen ab. Ein Halbzeitinterview mit einem Fernsehsender steigert die Rivalität zwischen Johnny und Miller.
Davis erhält Briefe und Anrufe, die auf weitere Rennen der beiden Kontrahenten drängen. Da Johnny noch nie auf Asphalt gefahren ist, kann ihn Miller im ersten Rennen besiegen, indem er ihn über die Bande schubst. Davis arrangiert weitere Rennen, während Johnny mit Mary trainiert. Als Johnny Miller endlich besiegt, wird er von Davis ins Team eingeladen. Johnnys körperintensiver Stil bringt den Bears die Meisterschaft und ihm den Titel Sportler des Jahres.
Der Erfolg steigt Johnny langsam zu Kopf. Anstatt zu trainieren, zecht er die Nächte durch und feiert auf wilden Partys. Er bringt durch sein Verhalten seine Teamkameraden gegen sich auf, wird aber von Mary verteidigt. Mary hat sich in der Zwischenzeit in Johnny verliebt, doch als der sich ihr angetrunken annähern will, stürmt sie zornig davon.
Bei den internationalen Meisterschaften bilden Johnny und Miller ein Läuferteam. Johnny will das Rennen um jeden Preis gewinnen und bringt Miller absichtlich zu Fall, was einen Massensturz zur Folge hat. Die Zuschauer, unter ihnen auch Pater O’Hara und Davis, sind von Johnnys unsportlichen Verhalten angewidert. Als Johnny jedoch kurz darauf zusammenbricht, machen sich alle Sorgen um ihn. Bei ihm wird Kinderlähmung diagnostiziert, was für ihn eine langwierige Therapie bedeutet.
Nach Monaten der Therapie ohne Fortschritt ist Johnny dem Selbstmord nahe. Mary und Pater O’Hara bringen ihn von diesen Gedanken ab. O’Hara bringt Johnny eines Tages im Rollstuhl zu einem Rennen. Johnny wird von den Zuschauern und der Mannschaft mit Applaus begrüßt. In der Nacht versucht Johnny auf der dunklen Bahn einige Schritte auf Rollschuhen, fällt aber hin. Zu seinem Erstaunen sind auch O’Hara, Davis und Mary an der Bahn, die ihm Mut machen.
Schon bald ist Johnny wieder fit und wird von Davis für die internationalen Meisterschaften ins Team berufen. Das Lob der Zuschauer bringt ihn dazu, wieder in seine gewohnte rücksichtslose Fahrweise zu verfallen. O’Hara bittet ihn, während des Rennens einen unerfahrenen Neuling in seinem Team zu unterstützen, doch in seinem Egoismus winkt Johnny verächtlich ab. Während des Rennens erinnert er sich an O’Haras Worte, er solle ein wenig vom Wohlwollen, welches er während seiner Krankheit erfahren hat, auf andere übertragen. Von diesen Worten tief berührt verhilft Johnny dem Neuling zu seinen ersten Punkten.

## Produktion
Gedreht wurde der Film im Januar 1950 in den Motion Picture Center Studios in Los Angeles.
Rollschuh-Fieber war der erste Film der Gesellschaft Thor Productions, bei der Regisseur Tay Garnett Co-Produzent war. Produzent Bert Friedlob war Inhaber der Organisation International Roller Speedway und wollte einen Film über diese Sportart drehen. Roller Derby, Mitte der 1930er Jahre entstanden, waren in den USA bis in die 1970er Jahre populär.

## Stab und Besetzung
Van Nest Polglase war der Art Director. Leo Shuken war der Leiter des Orchesters.
In einer kleinen nicht im Abspann erwähnten Nebenrolle trat James Anderson auf.

## Synchronisation
Die deutschsprachige Synchronfassung wurde 1996 für die TV-Ausstrahlung erstellt.
| Rolle        | Schauspieler   | Deutscher Synchronsprecher |
| ------------ | -------------- | -------------------------- |
| Johnny Casar | Mickey Rooney  | Tobias Lelle               |
| Pater O’Hara | Pat O’Brien    | Erik Schumann              |
| Jeff Davis   | Milburn Stone  | Reinhard Glemnitz          |
| Polly        | Marilyn Monroe | Madeleine Stolze           |

## Veröffentlichung
Die Premiere des Films fand am 7. Oktober 1950 in Los Angeles statt. In der Bundesrepublik Deutschland wurde er am 1. Juni 1996 im deutschen Fernsehen ausgestrahlt.

## Kritiken
Das Lexikon des internationalen Films schrieb: „Vornehmlich vom energiegeladenen Hauptdarsteller getragenes Sportlerdrama.“
Robyn Karney vom Portal RadioTimes fand den Film unsympathisch. Auch wenn Mickey Rooneys Präsenz den matten Film belebe, sei der Charakter, den er spiele, unattraktiv.
Der Kritiker des TV Guide sah die übliche Geschichte und gute Rollschuhbahn-Sequenzen.